# حشره‌خوار مشکین قرمز بزرگ
 حشره‌خوار مشکین قرمز بزرگ (نام علمی: Crocidura flavescens) نام یک گونه از سرده حشره‌خوارهای دندان‌سفید است.